# Ninan Cuyochi
Ninan Cuyochi (1490-1527) was de oudste zoon van Sapa Inca Huayna Capac. Hij was de eerste in de rij om het Incarijk te erven; hij stierf echter aan pokken kort voor of na de dood van zijn vader. Daardoor ontstond een burgeroorlog in de machtsstrijd tussen de twee halfbroers Atahualpa en Huáscar.